# بطريركية القدس للروم الأرثوذكس
غالبية المسيحيين الأرثوذكس تحت البطريركية هم من الفلسطينيين والأردنيين، مع أقليات من الروس والرومانيين والجورجيين. ومع ذلك، يهيمن رجال الدين اليونانيون على التسلسل الهرمي للكنيسة، وهو ما كان مصدر توتر ونزاع متكرر. تُعرف حركة تعريب الكنيسة بالحركة الأرثوذكسية العربية التي بدأت في القرن التاسع عشر. تعمل الكنيسة كوصي على العديد من الأماكن المقدسة في المسيحية، بما في ذلك كنيسة المهد في بيت لحم، حيث يُقال إن يسوع ولد، وكنيسة القيامة في القدس، والتي تضم الموقع التقليدي لصلب يسوع. والقبر الفارغ الذي يُعتقد أنه أقام منه.

## تاريخ

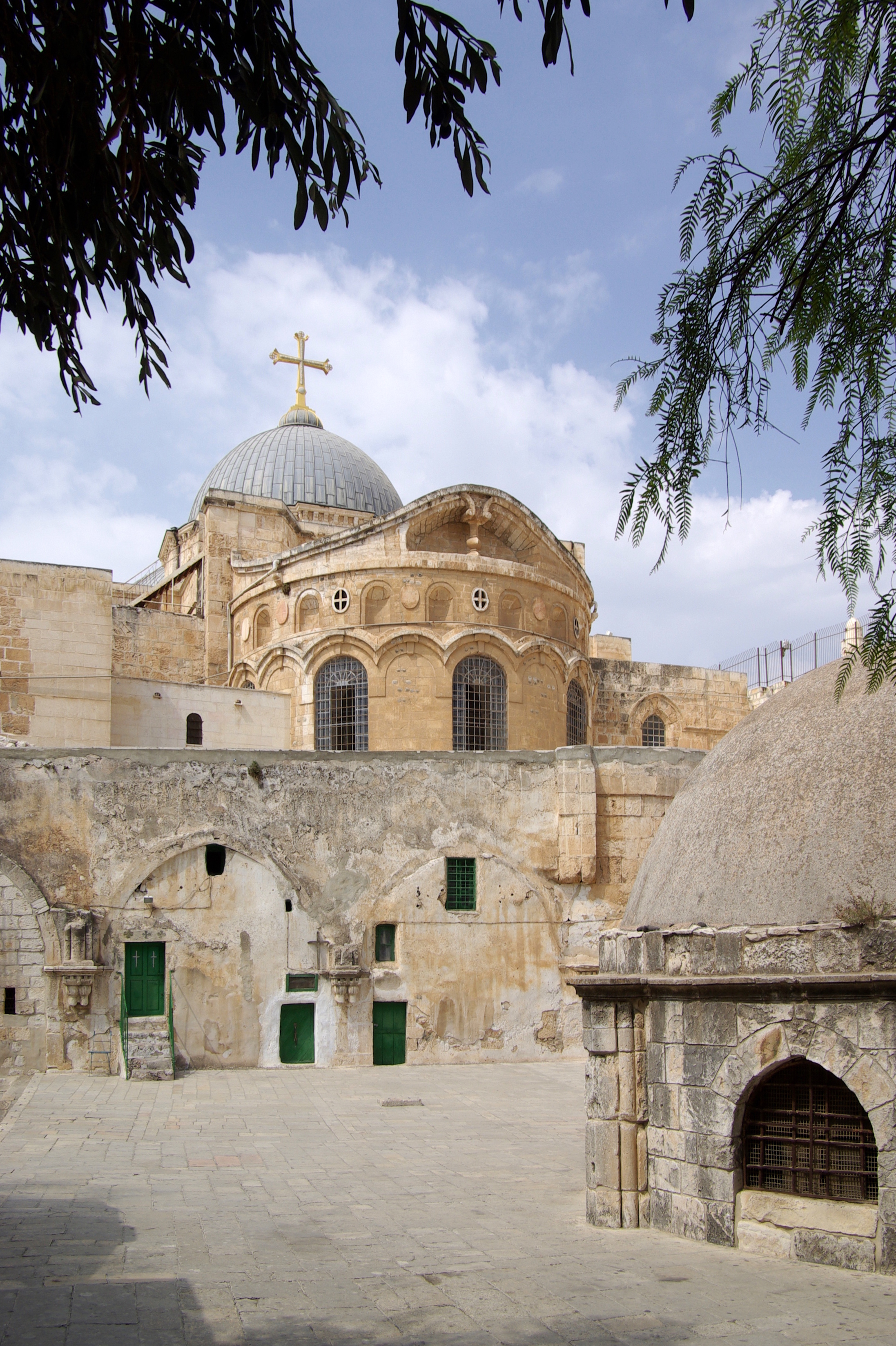
منظر للقبر المقدس، القدس

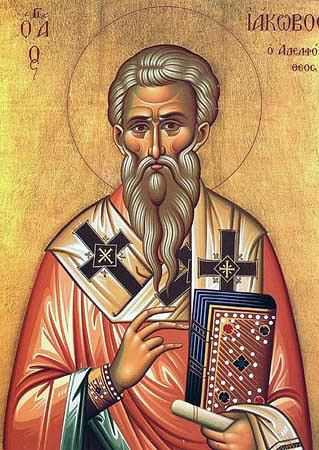
يعقوب البار، أسقف أورشليم الأول

في العصر الرسولي، تألفت المراكز الأولى للمسيحية من عدد غير محدد من الكنائس المحلية التي نظرت في البداية إلى القدس كمركز رئيسي ونقطة مرجعية لها. وجد البعض طريقهم إلى أنطاكية، حيث قاموا بجهود إنجيلية، والذين استخدموا مصطلح "المسيحيين" لأول مرة. ومع ذلك، كانت القدس على الدوام مركزية للمسيحية.
قبل اندلاع الحرب اليهودية الرومانية الأولى (66-73) وتدمير الهيكل الثاني عام 70 على يد تيتوس، فر المسيحيون بقيادة سمعان إلى طبقة فحل (إربد) في ديكابوليس (الأردن)، حيث مكثوا حتى 135.
ثار يهود يهودا مرة أخرى ضد روما في ثورة بار كوخبا (132-136). بحلول ذلك الوقت أو خلال ذلك الوقت، عاد المسيحيون إلى القدس. ومع ذلك، لمعاقبة اليهود على تمردهم ولمنع المزيد من الاضطرابات، أصبحت القدس مستعمرة رومانية وأطلق هادريان اسمها على إيليا كابيتولينا. في عام 135، عين متروبوليت قيسارية ماركوس كأول أسقف للكنيسة التي أعيدت تسميتها بكنيسة أيليا كابيتولينا. كان أول أسقف يهودى لكنيسة القدس (أو إيليا كابيتولينا)، وكل من سبقهم كانوا يهودًا. ازداد اضطهاد اليهود من قبل السلطات الرومانية في يهودا، حيث اُستُعبِد معظم السكان اليهود والمسيحيين في يهودا وتشتتوا في جميع أنحاء الإمبراطورية الرومانية. تضاءلت أهمية ومكانة القدس في حياة الكنيسة المسيحية، على الرغم من بقاء بقايا يهودية ومسيحية في المدينة والأرض.
على الرغم من الفتن والاضطهاد وقلة عدد السكان، استمر انتخاب الأساقفة أو تسميتهم. يوسابيوس القيصري يقدم أسماء تعاقب غير منقطع لستة وثلاثين أسقفاً من أورشليم حتى عام 324م. كان أول ستة عشر من هؤلاء الأساقفة يهودًا — من يعقوب البار
إلى يهوذا (135) — والباقي من الأمم. واصل مطران قيسارية تعيين أساقفة أيليا كابيتولينا حتى عام 325م.
في مجمع نيقية الأول في 325م، على الرغم من أن أسقف أيليا كابيتولينا كان لا يزال تابعًا لمطران قيسارية ماريتيما، أعطى المجلس الأسقف أسبقية غير محددة في قانونه السابع.
في مرسوم صادر عن الدورة السابعة لمجمع خلقيدونية عام 451، رُقي أسقف القدس إلى رتبة بطريرك، واحتل المرتبة الخامسة بعد كرسي روما، والقسطنطينية، والإسكندرية، وأنطاكية (البطريركيات الخمس). منذ ذلك الحين، ظلت كنيسة القدس كنيسة مستقلة. تأسست القدس بطريركية بسبب قداسة المكان. الأهمية الخاصة المكتسبة بين المجالس المسكونية الأولى والرابعة؛ إقامة الكنائس الرائعة. تحويل نسبة كبيرة من سكان سوريا الرومانية والبيزنطية - فلسطين إلى المسيحية؛ لقاء الحجاج من جميع أنحاء العالم. أهمية الأساقفة والرهبان والمعلمين البارزين في كنيسة القدس؛ نضالات أخوية القبر المقدس من أجل الأرثوذكسية؛ ودعم مختلف أباطرة بيزنطة.
احتل الفرس القدس عام 614م وأسروا البطريرك زكريا، إلى جانب بلاديوم المسيحية، الصليب الثمين. يكتب خريسوستوموس بابادوبولوس في كتابه عن تاريخ البطريركية: "الكنائس والأديرة، داخل القدس وخارجها، دُمِّرت؛ قُتل المسيحيون بوحشية... ذُبح آلاف السجناء الذين اشتراها اليهود. كل ما كان موجودًا تم تدميره أو نهبه من قبل الغزاة. وقد ذبح الرهبان بلا رحمة ولا سيما رهبان دير القديس سافاس ".
في عام 637م، بعد فتح القدس، قام البطريرك صفرونيوس بتسليم القدس إلى الخليفة عمر، لكنه حصل على ميثاق عمر الأول، الذي اعترف بحقوق المسيحيين في الحماية. في عام 638، بدأت الكنيسة الرسولية الأرمنية بتعيين أسقفها في القدس.
بعد عام 638م، عانى المسيحيون من اضطهادات عديدة. تعرضت الأضرحة المسيحية للنهب والتشويه بشكل متكرر من قبل خلفاء عمر، وكان هناك اضطهاد كبير في كل مكان.[بحاجة لمصدر] حدث الاضطهاد الأكثر فتكًا في عهد الفاطمي الحكيم بأمر الله (1007-1009)، المصاب بالفصام،[بحاجة لمصدر] أطلق على " نيرون مصر" لأفعاله التي لا ترحم.[بحاجة لمصدر] اضطهد المسيحيين واليهود بشراسة. وأمر بأن يرتدي اليهود في الأماكن العامة أقنعة تمثل رأس ثور وأجراس حول أعناقهم؛ كان على المسيحيين ارتداء ملابس الحداد والعبور بطول ساحة واحدة. كما أمر الحكيم بهدم كنيسة القيامة. في القرن الحادي عشر، سمح الخليفة علي الظاهر، بموجب معاهدة مع بيزنطة، بإعادة بناء الأضرحة.
في الانشقاق العظيم عام 1054، انضم بطريرك القدس إلى أنطاكية والقسطنطينية والإسكندرية ككنيسة أرثوذكسية شرقية. يخضع جميع المسيحيين في الأرض المقدسة لسلطة بطريرك القدس الأرثوذكسي.
في عام 1099م، احتل الصليبيون القدس، وأقاموا مملكة القدس وأسسوا هرمية لاتينية تحت قيادة البطريرك اللاتيني، وطردوا البطريرك الأرثوذكسي. أقام البطريرك اللاتيني في القدس من 1099 إلى 1187، بينما استمر تعيين البطاركة اليونانيين، لكنهم أقاموا في القسطنطينية. في عام 1187، أجبر الصليبيون على الفرار من القدس، وعاد البطريرك الأرثوذكسي إلى القدس. استمرت الكنيسة الكاثوليكية في تعيين بطاركة لاتين، على الرغم من أن شاغل المنصب أقام في روما حتى عام 1847، عندما سمحت لهم السلطات العثمانية بالعودة إلى الشرق الأوسط.
تظل جماعة الإخوان المسلمين في القبر المقدس، التي ترتبط ارتباطًا وثيقًا بالكنيسة الأرثوذكسية في القدس، الوصي على العديد من الأماكن المقدسة المسيحية في الأرض المقدسة، وأحيانًا بالاشتراك مع الكنيسة الرومانية الكاثوليكية والكنائس الشرقية (المصرية والسورية والإثيوبية. والمسيحيين الأرمن الأرثوذكس).

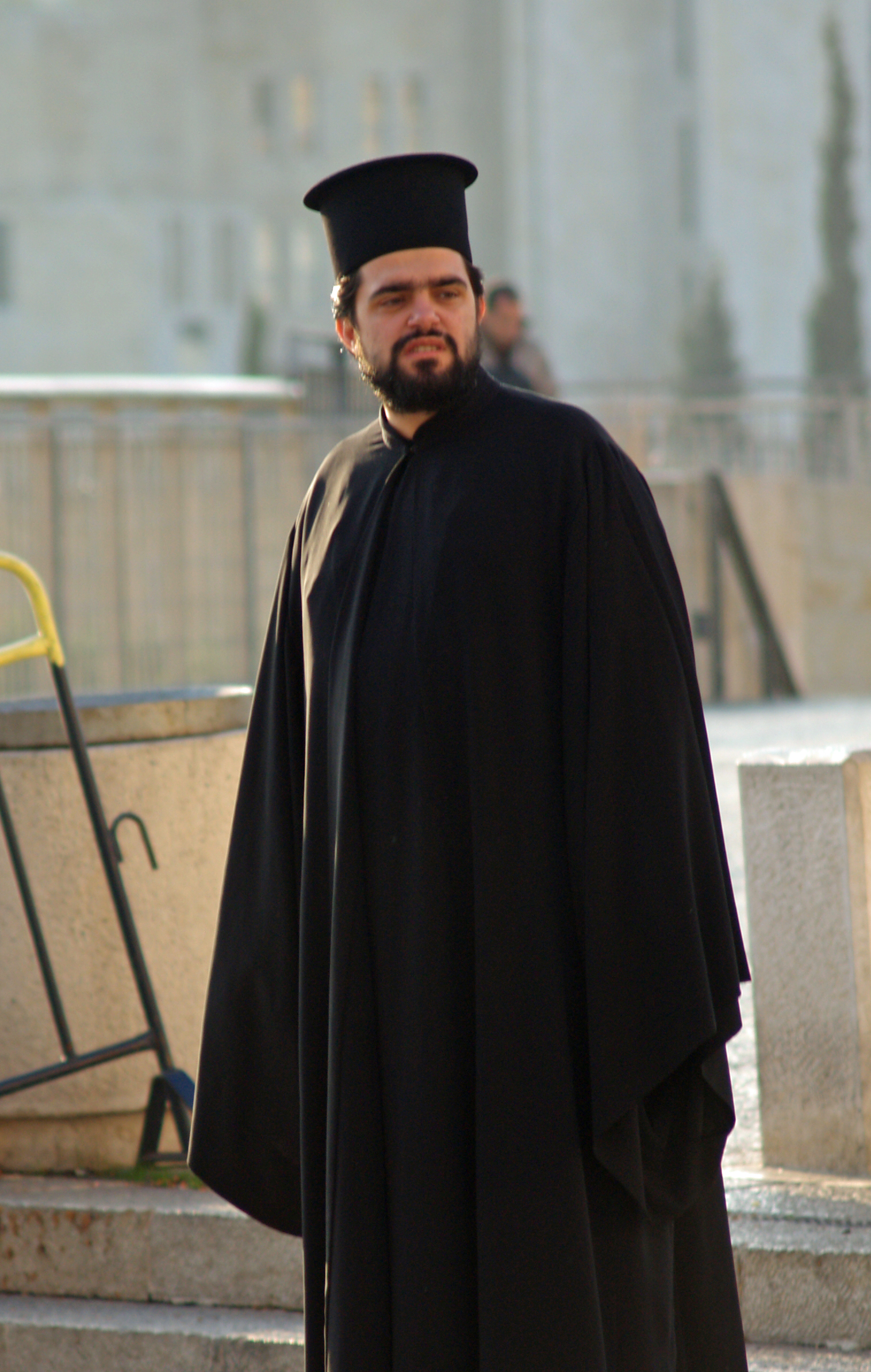
كاهن أخوية القبر المقدس في القدس.

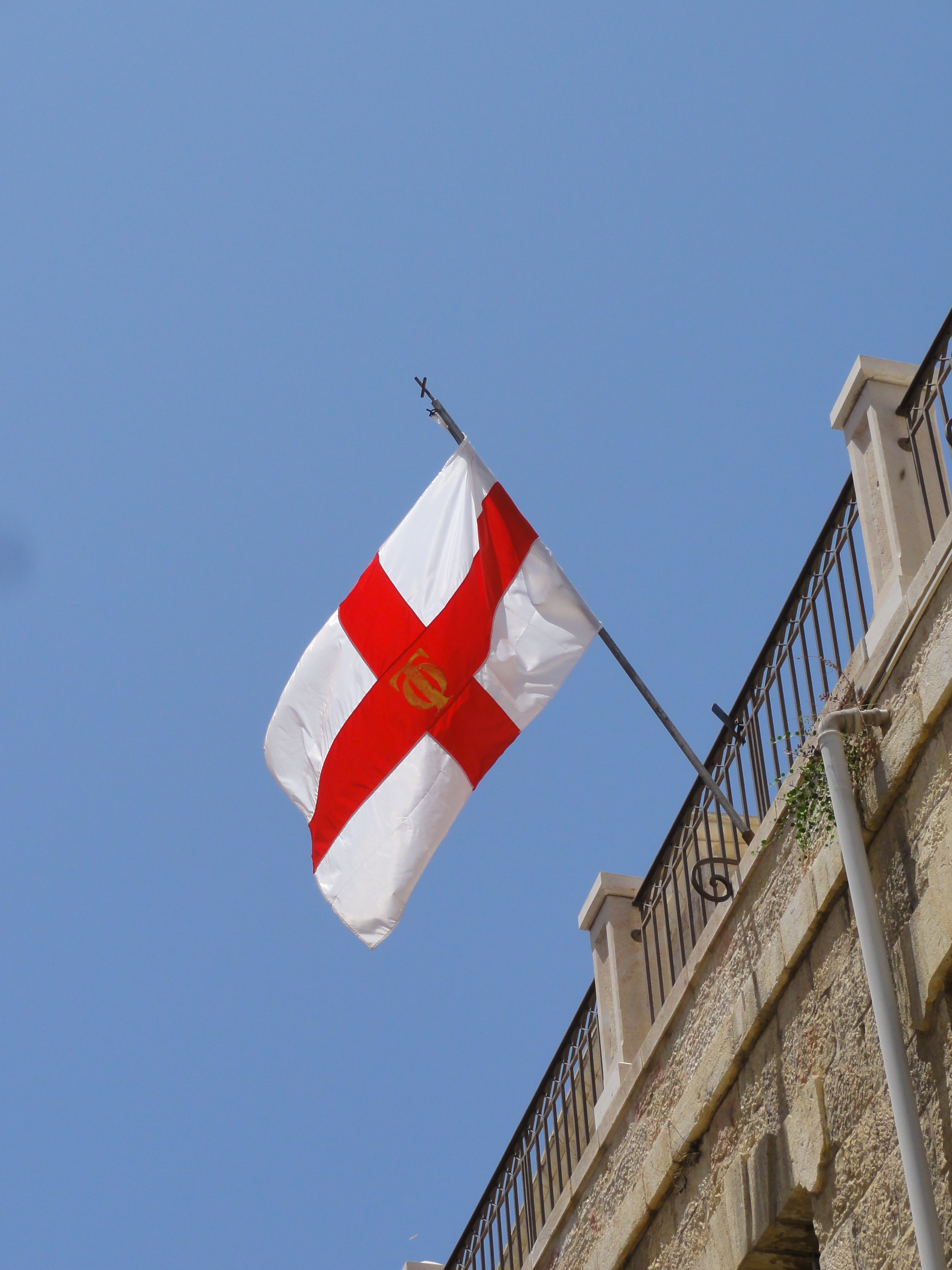
علم البطريركية مع الأحرف "" (تاو + فاي) يمثل كلمة "تافوس" (قبر أو قبر)

### الخلافات السياسية الأخيرة
أصبح ثيوفيلوس الثالث بطريرك الكنيسة في وقت صعب للغاية في تاريخها. تستمر سياسات الشرق الأوسط ودقة العلاقات مع السلطة الفلسطينية وإسرائيل والأردن في جعل دور ومكانة البطريرك والبطريركية صعبة للغاية.
في عام 2005، حدثت أزمة في الكنيسة عندما أطاح المجمع المقدس بالقدس البطريرك إيرينايوس من منصب البطريرك بعد أن باع ممتلكات الكنيسة في القدس الشرقية لمستثمرين إسرائيليين. في 22 آب 2005، انتخب المجمع المقدس لكنيسة القدس بالإجماع ثيوفيلوس، رئيس أساقفة جبل طابور، بطريرك القدس المائة وواحد وأربعين.
لبعض الوقت، امتنعت الحكومة الإسرائيلية عن الاعتراف بثيوفيلوس كبطريرك جديد، واستمرت في الاعتراف بإيرينايوس فقط كبطريرك. تم انتقاد هذا الموقف باعتباره تحديا للقرار الإجماعي من قبل ممثلي جميع الكنائس الأرثوذكسية الشرقية المجتمعين في الفنار بدعوة من بطريرك القسطنطينية المسكوني بسحب الشركة من إيرينايوس والاعتراف بانتخاب ثيوفيلوس الكنسي.[بحاجة لمصدر]
إن رفض إسرائيل الاعتراف بالدور الزمني للبطريرك أعاق قدرة البطريرك على مقاضاة الحكومة الإسرائيلية، وتجميد الحسابات المصرفية البطريركية. وهذا بدوره هدد الحفاظ على الأماكن المقدسة ونظام المدارس البطريركية التي تضم 40 ألف طالب وطالبة. يُزعم أن أصل النزاع هو جزء من محاولة استمرت أربعين عامًا من قبل منظمات المستوطنين والسياسيين الإسرائيليين لفتح حيازات واسعة من الأراضي للبطريركية تقدر بمئات الملايين من الدولارات. ذكرت الصحف الإسرائيلية أن كبار المسؤولين في الحكومة الإسرائيلية ربما تورطوا في صفقة عقارية احتيالية مع البطريرك المخلوع إيرينايوس ويخشون عواقب الإجراءات القضائية.[بحاجة لمصدر]
في عام 2006، رفضت إسرائيل تجديد التأشيرات للعديد من رجال الدين اليونانيين، مما هدد بإحداث أزمة خطيرة داخل الكنيسة، حيث أن معظم الرهبان مواطنون يونانيون. تقدم البطريرك ثيوفيلوس بطلب إلى المحكمة الإسرائيلية العليا. كان من المقرر صدور قرار في منتصف عام 2006 ثم في يناير / كانون الثاني 2007، لكن الحكومة الإسرائيلية طلبت مرارًا مزيدًا من التأخير في القضية. ذكرت صحيفة هاآرتس الإسرائيلية في 11 فبراير 2007 أن الحكومة الإسرائيلية عرضت الاعتراف بثيوفيلوس إذا تخلى عن السيطرة على العديد من الممتلكات القيمة وبيع ممتلكات الكنيسة للإسرائيليين فقط.
في مايو 2007، ألغت الحكومة الأردنية اعترافها السابق بثيوفيلوس الثالث، ولكن في 12 يونيو 2007، عكست الحكومة الأردنية قرارها وأعلنت أنها اعترفت رسميًا مرة أخرى بثيوفيلوس بطريركًا. كما دعا رئيس أساقفة سبسطية ثيودوسيوس (حنا) إلى مقاطعة ثيوفيلوس.
في ديسمبر 2007، منحت الحكومة الإسرائيلية أخيرًا ثيوفيلوس الاعتراف الكامل.
تستبعد هيمنة الإثنية اليونانية في التسلسل الهرمي للكنيسة الأغلبية العربية من مراتبها العليا. كانت هذه نقطة خلاف لا نهاية له داخل الكنيسة وبين مؤيديها الخارجيين، مع دعم اليونانيين من قبل الحكومة اليونانية وإسرائيل وبطريرك القسطنطينية المسكوني الذي يتخذ من تركيا مقراً له، في مواجهة رجال الدين الفلسطينيين الأصليين، الذين يسعى بعضهم إلى لتأميم قيادة الكنيسة.

## حيازات الأراضي

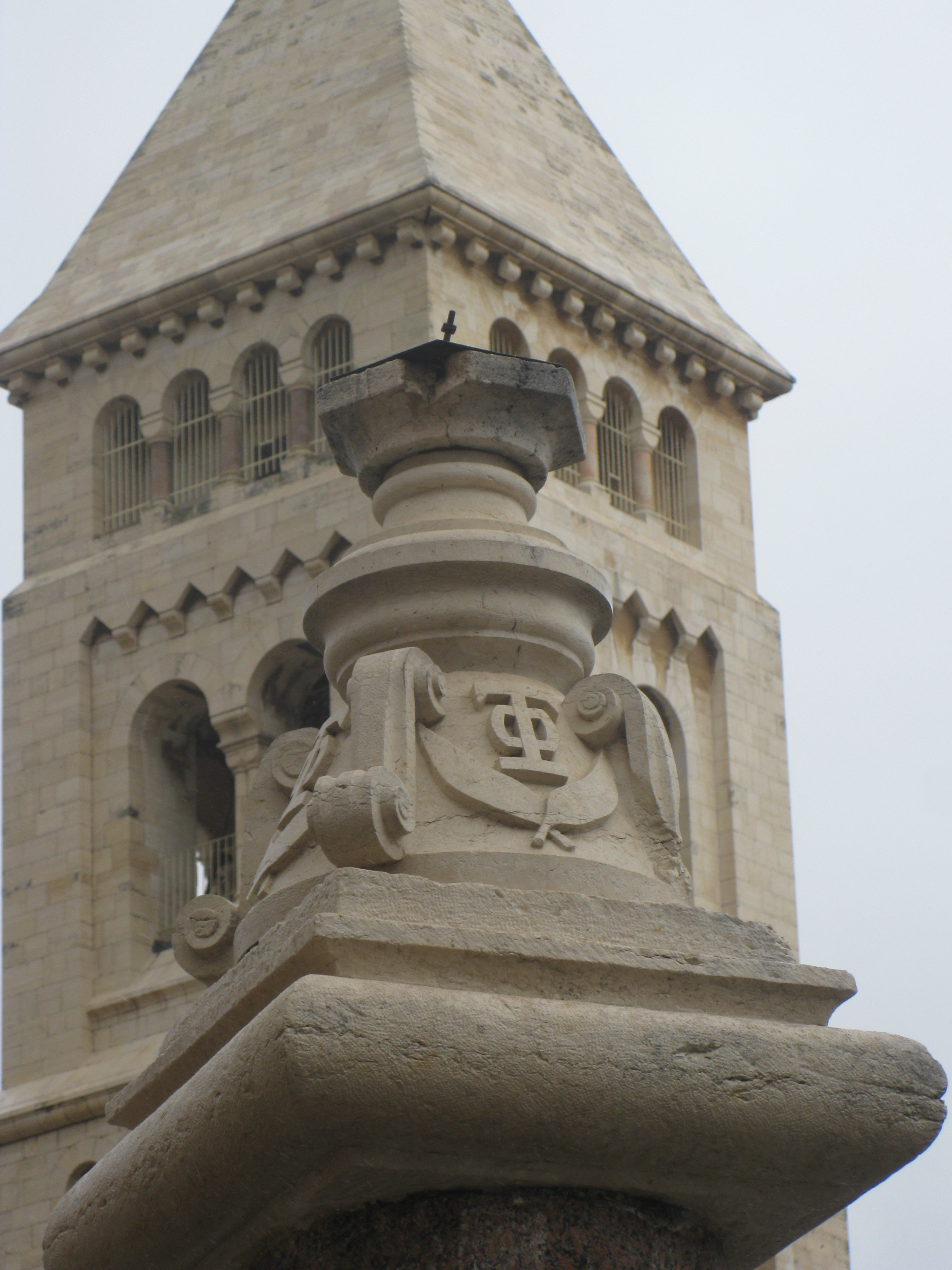
رمز "ΤΦ" في الحي المسيحي

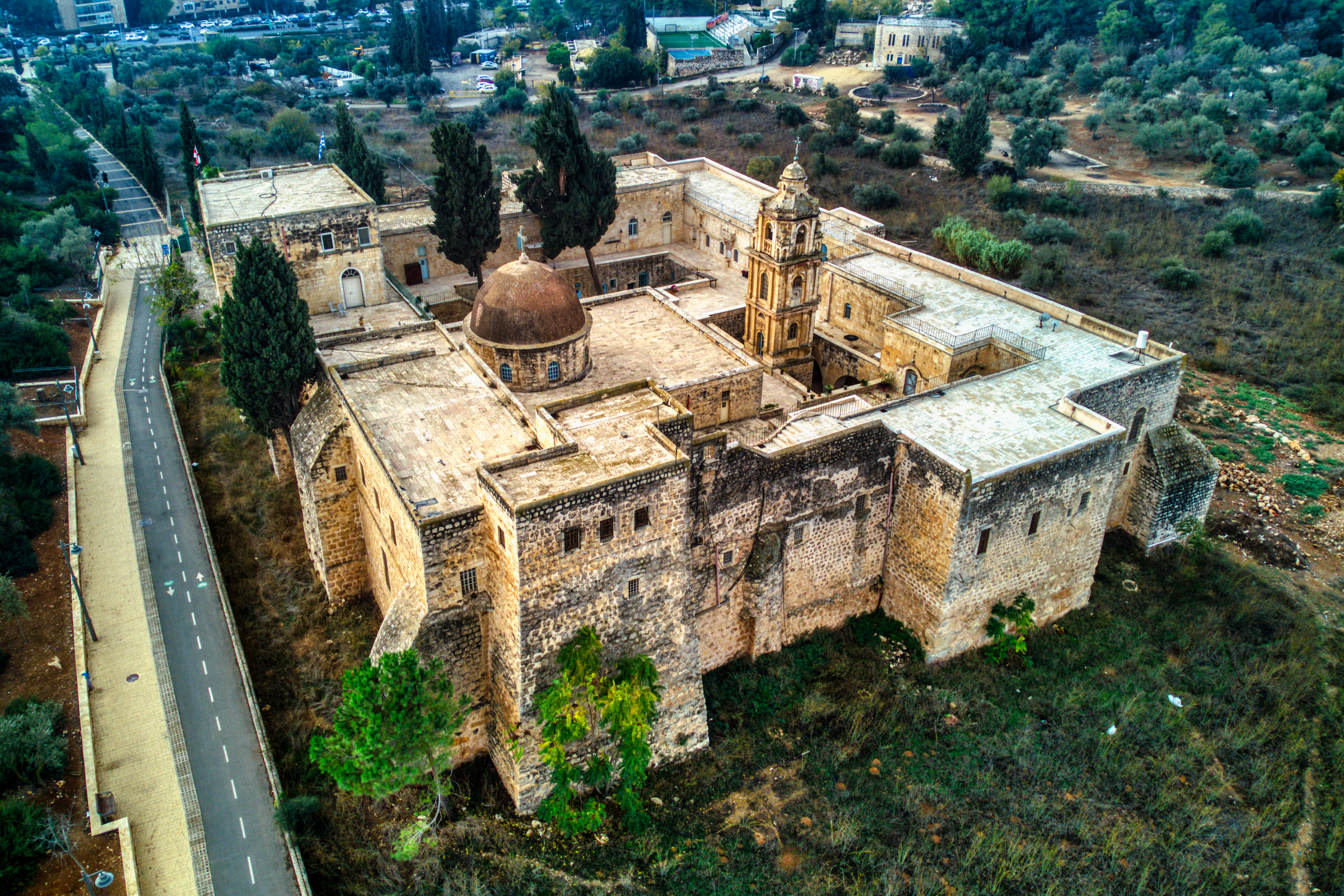
دير الصليب

بطريركية الروم الأرثوذكس في القدس هي ثاني أكبر مالك للأرض في إسرائيل، بعد الحكومة الإسرائيلية فقط. اشترت الكنيسة اليونانية معظم أراضيها من الإمبراطورية العثمانية خلال القرن التاسع عشر. في الخمسينيات، بعد وقت قصير من استقلال إسرائيل، وافقت البطريركية اليونانية على تأجير معظم أراضيها في إسرائيل للحكومة الإسرائيلية لمدة 99 عامًا، مع خيار التمديد. حتى البرلمان الإسرائيلي، الكنيست، بُني على أراض مملوكة للكنيسة الأرثوذكسية اليونانية.
تشمل ممتلكات بطريركية الروم الأرثوذكس أيضًا مبانٍ تاريخية في البلدة القديمة بالقدس، بما في ذلك فنادق الإمبراطورية والبتراء، داخل باب الخليل في البلدة القديمة، فضلاً عن مناطق واسعة في الأراضي الفلسطينية.
في العام 2005، تم الكشف عن أن البطريرك إيرينايوس باع أراضي مملوكة لبطريركية الروم الأرثوذكس في القدس الشرقية لليهود الذين يسعون إلى زيادة وجودهم في منطقة ذات أغلبية عربية. يُعرف غالبية المسيحيين الأرثوذكس في القدس بأنهم فلسطينيون، وتسبب بيع الأراضي للإسرائيليين في ضجة كبيرة أدت إلى عزل إيرينايوس من منصب البطريرك.

## الحركة الارثوذكسية العربية
بدأت في القرن التاسع عشر حركة سياسية واجتماعية تهدف إلى تعريب بطريركية القدس للروم الأرثوذكس، والمعروفة باسم الحركة الأرثوذكسية العربية.
بدأت الحركة في سياق تصاعد القومية العربية، مستوحاة من حركات القرن التاسع عشر القومية في البلقان، والتي دمجت مطالب الإصلاح الديني والتحرر الوطني في ظل الإمبراطورية العثمانية، والتعريب الناجح لسوريا والبطريركية الأنطاكية في لبنان عام 1899. ويطالب بتعيين بطريرك عربي، وسيطرة العلمانيين العرب على ممتلكات بطريركية القدس لأغراض اجتماعية وتربوية، واستخدام اللغة العربية كلغة مقدسة. في البداية كانت حركة كنسية بين فلسطين والمسيحيين العرب الأرثوذكس في شرق الأردن، وقد تم دعمها لاحقًا كقضية قومية فلسطينية وعربية ودافع عنها العرب المسلمون، بسبب الدعم المبكر للبطريركية التي يهيمن عليها اليونانيون للصهيونية.
يؤكد العلمانيون العرب الأرثوذكس أن البطريركية تم إجبارها على الهيلينية عام 1543، بينما يرد رجال الدين اليونانيون بالقول إن البطريركية كانت يونانية تاريخيًا.  بدأت معارضة رجال الدين اليونانيين بالعنف في القرن التاسع عشر، عندما تعرضوا لهجوم جسدي من قبل العلمانيين العرب في الشوارع. تاريخياً، كانت هناك عدة تدخلات لحل النزاع من قبل السلطات العثمانية والبريطانية (1921-1948) والأردنية (1948-1967)، نظرًا لوجود مقر البطريركية في القدس الشرقية. على الرغم من وقوع المدينة تحت الاحتلال الإسرائيلي منذ عام 1967، استمرت البطريركية في العمل وفقًا للقانون الأردني لعام 1958، الذي ينص على أن رجال الدين يحملون الجنسية الأردنية ويتحدثون العربية.
حتى يومنا هذا، لا يزال رجال الدين اليونانيون يهيمنون على البطريركية، ولا تزال تمتلك ممتلكات شاسعة تجعلها ثاني أكبر مالك للأراضي في إسرائيل. في العقود الأخيرة، نشأت دعاوى قضائية في المحاكم الإسرائيلية بين العلمانيين العرب والبطريركية حول ملكية العقارات، وأدى بيع البطريركية للأراضي للمستثمرين الإسرائيليين إلى العديد من الخلافات، أحدثها أدى إلى إقالة البطريرك إيرينايوس في 2005. أدت سيطرة البطريركية الكاملة على البطريركية وممتلكاتها الشاسعة إلى وصفها بأنها تشبه "مملكة صغيرة مطلقة".

## الإدارة والتسلسل الهرمي للعرش
رئيس البطريركية والمجمع المقدس هو البطريرك ثيوفيلوس الثالث (إلياس جيانوبولوس)، بطريرك مدينة القدس المقدسة وكل فلسطين وإسرائيل وسوريا وما وراء نهر الأردن وقانا الجليل وصهيون المقدسة.

### الأبرشيات ورؤساء الأساقفة
- أبرشية جيراسون: Theophanes (Theodosios) Hasapakis (1992-)
- أبرشية طبريا: أليكسيوس موشوناس (1996-)
- أبرشية أبيلا: دوروثيوس (ديميتريوس) ليوفاريس (2000-)
- أبرشية يوبى: Damaskinos (Anastasios) Gaganiaras (2000-)
- أبرشية قسنطينة: Aristarchos (Antonios) Peristeris (1998-)
- أبرشية جبل ثابور: ميثوديوس (نيكولاوس) ليفريس (2005-)
- أبرشية يوردانوس : خالي
- أبرشية سبسطية: ثيودوسيوس (نزار) حنا (2005-)
- أبرشية عقلان: خالي
- أبرشية ديوكيساريا: خالي
- أبرشية مادبا: أريستوفولوس كيريازيس

### المدن الكبرى والمتروبوليتان
- حاضرة قيصرية وإكسرخسية فلسطين بريما: خالي
- متروبوليس سيثوبوليس: خالي
- مدينة البتراء وإكسرخسية العربية البتراء: كورنيليوس (عمانويل) رودوساكيس (2005-)
- حاضرة بتوليمايس: خالي
- مدينة الناصرة وإكسرخسية كل الجليل: كيرياكوس (أندرياس) جورجوبيتريس (1991-)
- متروبوليس نيابوليس: خالي
- متروبوليس كابيتولياس: (إلياس) (1991-)
- حاضرة بصرى : تيموثيوس (ثيودوروس) مارغريتيس (1998-)
- متروبوليس إليوثيروبوليس:
- متروبوليس فيلادلفيا: بينيديكتوس (جورج) تسيكوراس (2001-)
- مدينة طولكرم: رئيس الكنيسة الأرثوذكسية بطولكرم الأرشمندريت لييونديوس.[19]

### الكنائس المستقلة
- الكنيسة الأرثوذكسية في جبل سيناء (أبرشية جبل سيناء، صحراء فاران الطور (مصر))

## روابط خارجية
- الموقع الرسمي
- Article on the Jerusalem Patriarchate by Ronald Roberson on the CNEWA website